# 粗猪齿鱼
粗猪齿鱼（学名：Choerodon robustus）为輻鰭魚綱鱸形目隆頭魚亞目隆头鱼科猪齿鱼属的鱼类。分布印度西太平洋區，從紅海、波斯灣至日本、台灣海域，棲息深度40-70公尺，體長可達35公分，棲息在較深的珊瑚礁、岩礁，獨居性，以甲殼類、軟體動物、海膽為食，可作為食用魚。该物种的模式产地在毛里求斯。